# Académie de la langue maya du Yucatán
L’Académie de la langue maya du Yucatán (Academia de la Lengua Maya de Yucatán en espagnol, U Molay ah Maya Than Ti Yucalpetén Yucatán en langue maya, ALMY en sigle) est une institution mexicaine  créée en 1937 à Mérida dans le Yucatán, dans le but de préserver les langues mayas. Ses membres fondateurs sont Alfredo Barrera Vásquez, Antonio Mediz Bolio, Ermilo Solís Alcalá, Raúl Sobrino Campos et Santiago Méndez Espadas. Aujourd’hui l’ALM fonctionne dans la structure de l’Institut de culture du Yucatán du gouvernement de l’État du Yucatán.